# Pelikan Group
Die Pelikan Group GmbH (vormals Pelikan AG und bis April 2015 Herlitz AG) ist ein deutscher Anbieter von Produkten aus den Bereichen Papier-, Büro- und Schreibwaren (PBS) sowie Papeterie. Das internationale Markenartikelunternehmen ist heute mit 17 Landes- und Vertriebsgesellschaften weltweit aufgestellt. Vier Produktionsstätten in verschiedenen Ländern gehören ebenfalls zur Unternehmensgruppe. Darüber hinaus bietet die Gruppe Dienstleistungen im Bereich Logistik für interne und externe Kunden an.

## Geschichte
2015 Eingliederung von Pelikan Beteiligungen in die Herlitz AG und Umfirmierung in Pelikan AG
Auf Grundlage eines Hauptversammlungsbeschlusses vom Dezember 2014 und eines Vertrags vom März 2015 brachten die Pelikan International Corporation, die Pelikan Holding und zwei weitere Konzerngesellschaften zum 30. April 2015 zehn ihrer Tochtergesellschaften in die Herlitz AG ein, darunter die Pelikan-Aktivitäten in Mexiko, Kolumbien, Argentinien, Japan, den Vereinigten Arabischen Emiraten, Belgien, der Schweiz und Italien. Die Herlitz AG finanzierte die Übernahme mit einer Sachkapitalerhöhung im Umfang von 231 Millionen Aktien. Gleichzeitig wurde die Herlitz AG in Pelikan AG umbenannt.
Für August 2015 war eine Barkapitalerhöhung um bis zu 32,8 Millionen Aktien in Verbindung mit einer Platzierung von 60 Millionen Aktien aus dem Bestand der Pelikan Holding geplant. Diese Angebote wurden jedoch von den Aktionären nur zu 0,38 % bzw. 0,16 % angenommen, so dass sich nach der Aktienplatzierung und Kapitalerhöhung keine wesentliche Änderung in der Aktionärsstruktur ergab. Mit der Sachkapitalerhöhung im April 2015 hatten sich die Eigentumsverhältnisse an der ehemaligen Herlitz AG hingegen stark verändert:
| Anteilseigner                     | Anteil Ende 2014 | Anteil Mai 2015 |
| --------------------------------- | ---------------- | --------------- |
| Pelikan International Corporation | 71,3 %           | 98,7 %          |
| Streubesitz                       | 28,7 %           | 1,3 %           |

Die Pelikan International Corporation bekräftigte Anfang 2016 ihre Absicht, Anteile an der Pelikan AG zu verkaufen. Anfang Dezember 2017 wurden die Aktien der Minderheitsaktionäre der Pelikan Aktiengesellschaft per Squeeze-out auf die Pelikan International Corporation Berhad (PICB) übertragen und die Aktiengesellschaft in eine nicht-börsennotierte Aktiengesellschaft umgewandelt.
Die Pelikan AG wurde am 21. Dezember 2017 in die Pelikan Group GmbH umgewandelt. Die Unternehmensführung begründete dies mit einer Strategie zur Verschlankung der Organisationsstrukturen.

## Produkte

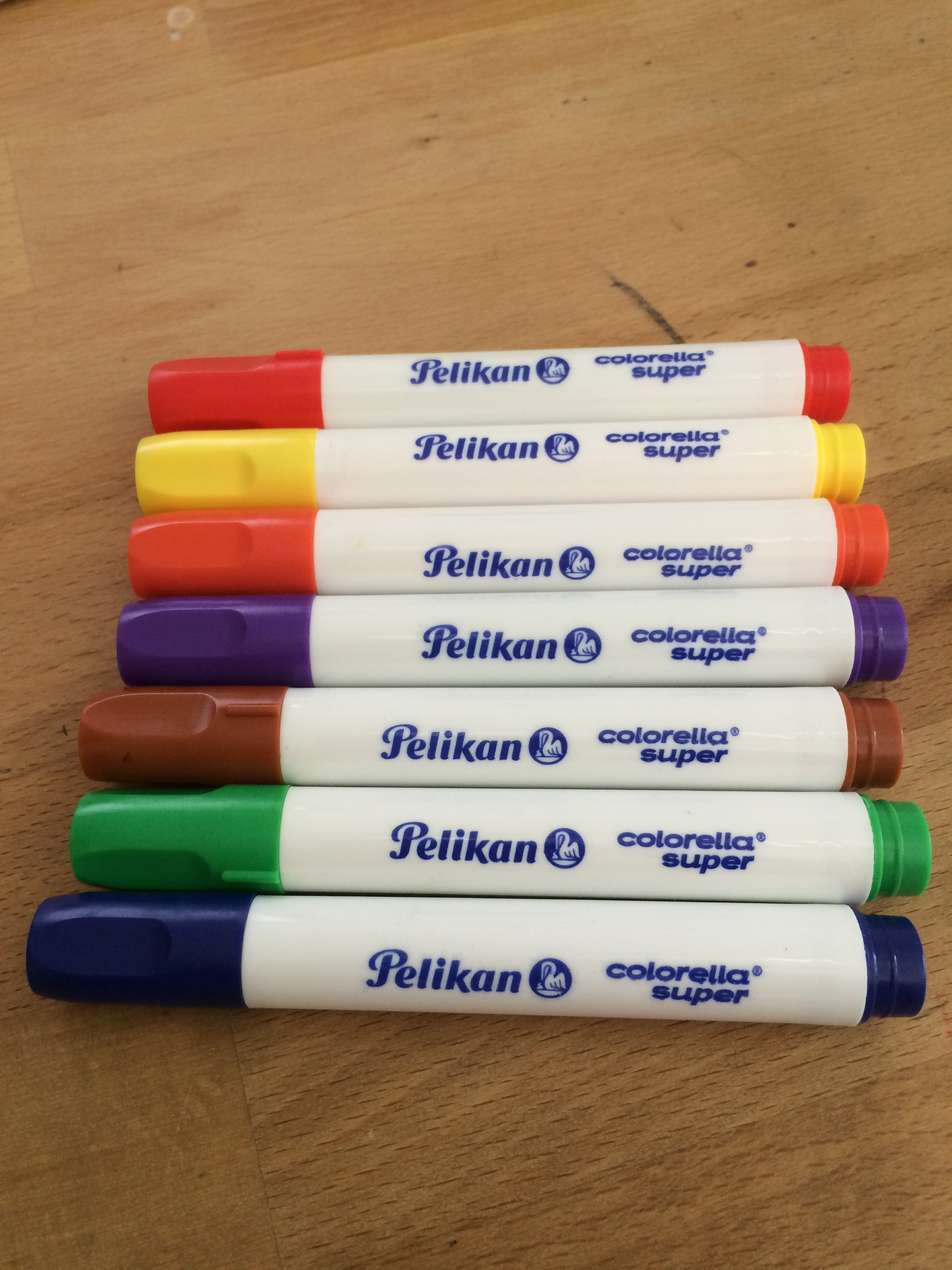
Pelikan Filzstifte

Pelikan führt unter den Marken Pelikan, Herlitz, Geha und Susy Card ein Sortiment von ca. 12.000 Artikeln des Papier-, Büro- und Schreibwarenbereichs und des Schulbedarfs. Dazu gehören neben Schulartikeln wie Hefte, Zeichenblöcke, Buntstifte und Lineale auch Schulranzen (Schultaschen), Schüleretuis und Zirkel. Im Bereich der Büroartikel bietet das Unternehmen Ordner, Schnellhefter, Locher und Ablagesysteme, Glückwunschkarten, Geschenkpapier, Party- und Picknick-Artikel genauso wie Schreibgeräte (Füllhalter, Kugelschreiber, Bleistifte) an. 60 % der Artikel wurden bis 2008 in Eigenproduktion hergestellt (u. a. produzierte Herlitz einst über 80 Millionen Aktenordner und war damit weltweit Marktführer in der Ordnerproduktion), der Rest waren klassische OEM-Artikel. Der Exportanteil lag 2006 bei 37 %.

## Produktionsstandorte
Die Produktionsstätten der Pelikan Group GmbH lagen in Falkensee bei Berlin (bis 31. Dezember 2019). Weitere Produktionsstandorte befinden sich in Poznań Posen (Polen), in Mexiko und Kolumbien sowie von der Pelikan Holding AG (Schweiz) im niedersächsischen Peine-Vöhrum.
Die Pelikan-Logistik beliefert weiterhin rund 8500 Vertriebsstellen in Deutschland direkt. Weitere 3000 Kunden europaweit werden von Pelikan bedient.

## Geschäftsführung
Hooi Keat Loo und Claudio Esteban Seleguan.